# الترام في شتشيتسين

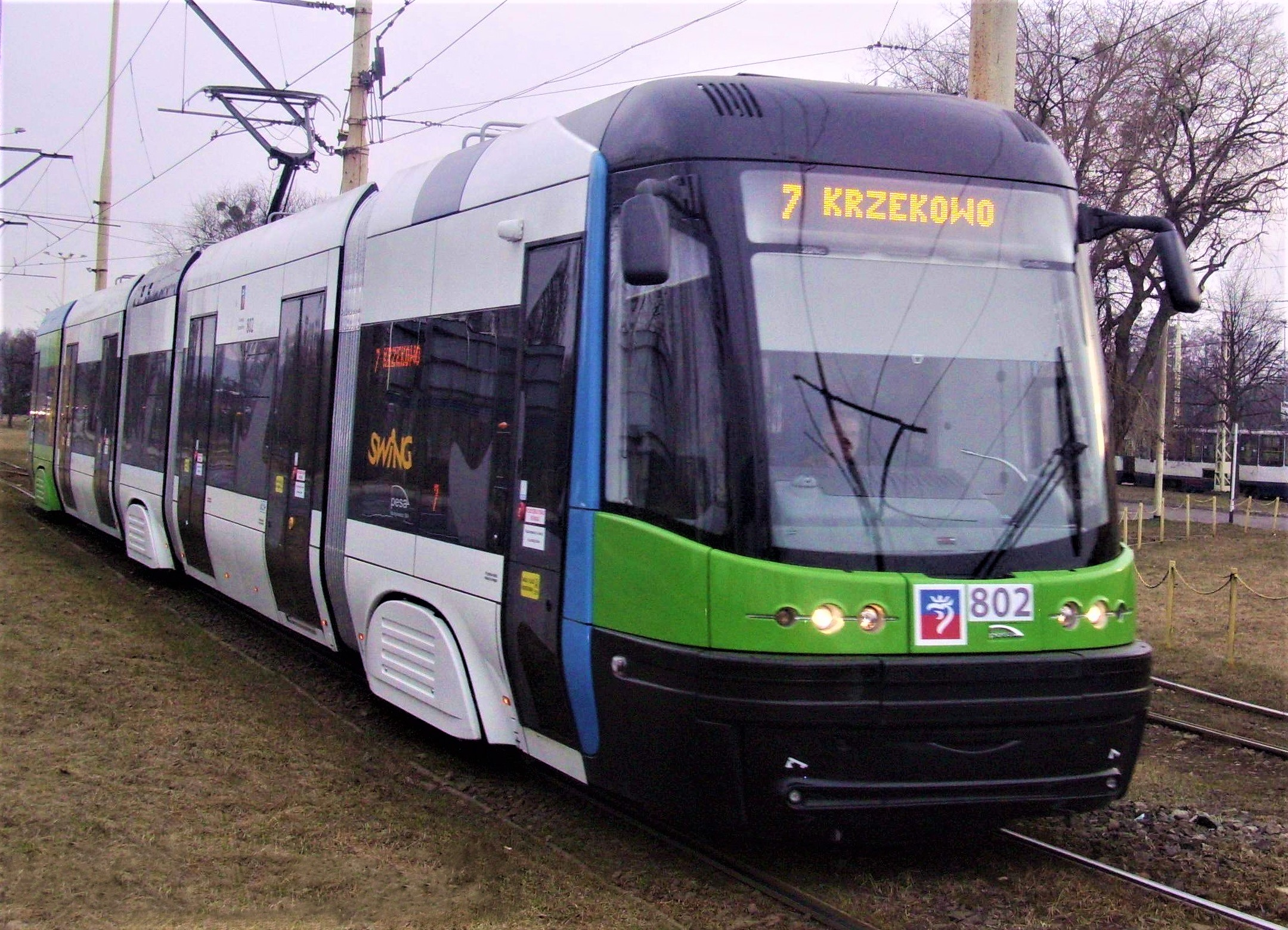
ترام في تشيتشن

الترام في شتشيتسين - تشيتشن يتألف من خطوط الترام 11 من خطوط سياحية يومية وموسمية "0"، بدعم أسطول التاريخية. إجمالي طول السكك الحديدية وأكثر من 110 كيلومتر، وتطهير المسار قياس 1435 ملم. في سياق اثنين مستودعات تقع، واثني عشر حلقات (بما في ذلك خمسة في الشوارع). خطوط العادية، اليومية (ليلة تمت تصفيتهم في عام 1996 وتؤيد شركة الترام تشيتشن، نيابة عن مجلس إدارة هيئة الطرق والمواصلات، وعلى خط المبادرة STMKM سفر خاصة بها.

## مصدر المادة
- Tramwaje w Szczecinie